# (31539) 1999 DQ1
1999 DQ1 (asteroide 31539) é um asteroide da cintura principal. Possui uma excentricidade de 0.18069750 e uma inclinação de 17.06391º.
Este asteroide foi descoberto no dia 18 de fevereiro de 1999 por NEAT em Haleakala.